# Medalla de les Forces Armades Expedicionàries
La Medalla Expedicionària de les Forces Armades (anglès: Armed Forces Expeditionary Medal - AFEM) és una condecoració militar de les Forces Armades dels Estats Units , que es va crear per primera vegada el 1961 per ordre executiva del president John F. Kennedy. La medalla s'atorga als membres de les Forces Armades dels Estats Units que, després de l'1 de juliol de 1958, van participar en operacions militars nord-americanes, operacions nord-americanes en suport directe de les Nacions Unides o operacions nord-americanes d'assistència a nacions estrangeres amigues.

## Criteris
La Medalla de les Forces Armades Expedicionàries es pot autoritzar per a tres categories d'operacions: operacions militars dels Estats Units; operacions militars nord-americanes en suport directe de les Nacions Unides; i les operacions d'assistència dels Estats Units per a nacions estrangeres amigues. La medalla només s'atorgarà per a operacions per a les quals no s'hagi aprovat cap altra medalla de campanya dels Estats Units, on s'hagi trobat una oposició armada estrangera o una amenaça imminent d'acció hostil.
Des de la seva concepció original el 1961, la Medalla de les Forces Armades Expedicionàries ha estat atorgada per la participació dels Estats Units en més de quaranta-cinc campanyes militars designades. La primera campanya de l'AFEM va ser la crisi dels míssils de Cuba i el premi es va emetre pel servei militar entre octubre de 1962 i juny de 1963. Després d'aquesta emissió original, l'AFEM es va fer retroactiva a 1958 i es va emetre per a accions al Líban, Taiwan, República del Congo, Kinmen i Matsu, i de servei a Berlín entre 1961 i 1963.
Durant els primers anys de la guerra del Vietnam, es va atorgar la Medalla de les Forces Armades Expedicionàries per a les operacions inicials al Vietnam del Sud, Laos i Cambodja. La Medalla de les Forces Armades Expedicionàries pretenia substituir la Medalla del Cos de Marines Expedicionari i la Medalla de la Marina Expedicionària, però això no es va produir mai i ambdós serveis continuen atorgant les seves medalles expedicionàries de servei i l'AFEM, encara que no simultàniament per la mateixa acció.
El 1965, amb la creació de la Medalla del Servei al Vietnam, l'AFEM es va suspendre per al servei de la Guerra del Vietnam. Com que la Medalla del Servei del Vietnam va ser autoritzada retroactivament, el personal que havia rebut prèviament l'AFEM va tenir l'opció de canviar la Medalla de les Forces Armades Expedicionàries per la Medalla del Servei del Vietnam. El 1968, l'AFEM va ser atorgat per a les operacions navals en defensa de l'USS Pueblo (AGER-2), que va ser confiscat per Corea del Nord, així com pel servei coreà, i atorgat per a les operacions de Tailàndia i Cambodja el 1973. A causa d'aquests premis durant el període de la guerra del Vietnam, alguns militars han rebut tant la Medalla de les Forces Armades Expedicionàries com la Medalla al Servei del Vietnam. Alguns assessors militars implicats en la guerra araboisraeliana de 1973 també van rebre la medalla per la seva participació en el subministrament i l'entrenament de les FDI sobre l'ús i el desplegament d'armes antitanc.
A la dècada de 1990, es va atorgar a nombrosos vaixells navals com l'USS Simpson (FFG-56) que van fer complir els acords de pau de Dayton i van operar al mar Adriàtic fent complir l'embargament d'armes de l'ONU contra Croàcia i Bòsnia i Hercegovina i van participar en l'operació Sharp Guard i en l'Operació Joint Endeavor durant i durant la crisi de Bòsnia.
El 1993, Somàlia, (la batalla de Mogadiscio), també coneguda com l'incident del Black Hawk, va formar part de l'Operació Serp Gòtica). L'operació Serp Gòtia va ser una operació militar realitzada a Mogadiscio, per una força nord-americana amb el nom en codi (Task Force Ranger) durant la Guerra Civil de Somàlia el 1993. La (Medalla expedicionària de les Forces Armades) va ser atorgada a nombrosos vaixells navals de l'Esquadró Amfibi. 5, l'USS New Orleans (LPH-11), l'USS Denver (LPD-9), l'USS Comstock (LSD-45) i l'USS Cayuga (LST-1186).
El 2003, amb la creació de la Medalla Expedicionària de la Guerra Global contra el Terrorisme, l'AFEM es va suspendre per a l'Iraq, l'Aràbia Saudita i Kuwait. Després del 18 de març de 2003, alguns membres del personal van ser elegibles per a la Medalla Expedicionària de les Forces Armades, així com per la Medalla Expedicionària de la Guerra Global contra el Terrorisme. No obstant això, només es pot atorgar una medalla i les persones o unitats que es van desplegar al Golf per a l'Operació Southern Watch, i després van passar immediatament a l'Operació Llibertat de l'Iraq, no són elegibles per a les dues medalles.
A partir de 1992 es va iniciar un esforç per eliminar gradualment l'AFEM a favor de les medalles específiques de campanya i de la Medalla al Servei de les Forces Armades de nova creació . La Medalla del Servei de les Forces Armades també estava pensada originalment per ser un reemplaçament de la Medalla Expedicionària de les Forces Armades, però actualment les dues condecoracions es consideren premis separats amb criteris d'atorgament diferents. La diferència principal entre ambdues és que la Medalla de les Forces Armades Expedicionàries s'atorga normalment per a operacions de combat i missions de suport de combat.

## Operacions aprovades

### Operacions militars nord-americanes
Després del final de la guerra del Vietnam, es va emetre la Medalla de les Forces Armades Expedicionàries per a diverses operacions militars a Panamà, Granada i Líbia.

### Operacions nord-americanes en suport directe de les Nacions Unides
La medalla també està autoritzada per diverses accions de les Nacions Unides. com els esforços d emanteniment de la pau a Somàlia.

### Operacions nord-americanes de suport directe a les operacions de l'OTAN
La medalla també està autoritzada per a les operacions de manteniment de la pau de l'OTAN a Bòsnia i Hercegovina i Croàcia.

### Operacions d'assistència dels Estats Units per a una nació estrangera amiga
L'AFEM s'ha emès per a nombroses operacions al Golf Pèrsic, sobretot l'Operació Earnest Will, que va començar el 1987 i va durar fins a la vigília de l'Operació Escut del Desert. Després del tancament de la Tempesta del Desert, i el compromís en missions de manteniment de la pau i sancions contra l'Iraq, la Medalla de les Forces Armades Expedicionàries va ser emesa de nou per a diverses operacions com l'Operació Northern Watch, l'Operació Southern Watch i l'Operació Vigilant Sentinel.

## Condecoracions similars
Distincions similars de la Medalla Expedicionària de les Forces Armades:
La medalla expedicionària de la guerra global contra el terrorisme (l'AFEM ja no s'emet per a operacions a l'Orient Mitjà, però es pot reactivar per a campanyes futures que potser no compleixin els requisits per a la medalla expedicionària de la guerra global contra el terrorisme, la medalla de la campanya de l'Iraq i la medalla de la campanya de l'Afganistan). De naturalesa similar a l'AFEM, el GWOTEM s'atorga per desplegar-se a l'estranger a partir de l'11 de setembre de 2001 (i una data futura per determinar), per al servei a l'Operació Enduring Freedom (OEF) o a l'Operació Iraqi Freedom (OIF). Les estrelles de servei també estan autoritzades per a la Medalla Expedicionària de la Guerra Global contra el Terrorisme amb efecte el 9 de febrer de 2015, retroactiva a l'11 de setembre de 2001. Cada estrella de servei representa un desplegament en suport d'una operació GWOT aprovada. Només s'atorga un GWOT-EM per a cada operació (s'autoritzen cinc estrelles de servei de bronze per a sis operacions de desplegament aprovades). Les operacions aprovades per GWOT-EM per dates inclusives són:
Enduring Freedom: 11 de setembre de 2001 - present
Llibertat iraquiana: 19 de març de 2003 - 31 d'agost de 2010
Nomad Shadow: 5 de novembre de 2007 fins a l'actualitat
Nova Albada (rebatjada "operació Llibertat Iraquiana): 1 de setembre de 2010 - 31 de desembre de 2011
Resolució inherent: 15 de juny de 2014 - present
Sentinella de la Llibertat: 1 de gener de 2015 fins a l'actualitat
La Medalla de la Marina Expedicionària i la Medalla del Cos de Marines Expedicionaris. A l'era moderna, els membres del servei que tenien autoritzat una d'aquestes medalles poden escollir ocasionalment entre rebre la medalla expedicionària de les Forces Armades o la medalla expedicionària específica del servei. L'AFEM i la Medalla Expedicionària Marina/Marí no es poden atorgar simultàniament per a la mateixa acció.
La Cinta de servei expedicionari de les Forces Aèries. Tot i que el nom és similar, aquest premi no està relacionat amb la Medalla de les Forces Armades Expedicionàries i es presenta per al servei realitzat en desplegaments de la Força Aèria dels Estats Units.

## Disseny
La Medalla de les Forces Armades Expedicionàries és una medalla de bronze, de 1 1⁄4 polzades (3,175 cm) de diàmetre.
L'anvers de la medalla consta d'una àguila, amb les ales endossades i invertides (que representen la força de les Forces Armades dels Estats Units), dempeus sobre una espasa soltada a la seva beina, i superposada a una radiant rosa dels vents de vuit puntes, (que representa la disposició per servir allà on sigui necessari) tot dins de la circumscripció "ARMED FORCES" ("FORCES ARMADES") a dalt i "EXPEDITIONARY SERVICE" ("SERVEI EXPEDICIONARI") a continuació amb una branca de llorer a cada costat.
Al revers de la medalla hi ha l'escut de l'escut dels Estats Units sobre dues branques de llorer separades per una bala, tot dins de la circumscripció "UNITED STATES OF AMERICA" ("ESTATS UNITS D'AMÈRICA").
La cinta fa 13⁄8 polzades (3,5 cn( d'ample i consta de les ratlles següents: 3⁄32 de polzada (0,24 cm) verd, 3⁄32 de polzada (0,24 cm) groc daurat, 3⁄32 de polzada (0,24 cm) marró, 3⁄32 de polzada (0,24 cm) negre, 7⁄32 de polzada (0,55 cm) Blau ocell, 1⁄16 de polzada (0,15 cm) Blau ultramar, 1⁄16 de polzada (0,15 cm) blanc, 1⁄16 de polzada (0,15 cm) escarlata, 7 ⁄ 32 polzades Bluebird, 3⁄32 de polzada (0,24 cm) negre, 3⁄32 de polzada (0,24 cm) (0,24 cm) marró, 3⁄32 de polzada (0,24 cm) groc daurat i 3⁄32 de polzada (0,24 cm) verd daurat.

### Distintius de cinta
Una estrella de servei de bronze està autoritzada per participar en operacions militars nord-americanes posteriors autoritzades per a l'atorgament de l'AFEM (només s'autoritza un premi per a cada operació militar dels Estats Units designada). Es porta una estrella de servei de plata en lloc de cinc estrelles de servei de bronze.
La Insígnia de punta de fletxa està autoritzat per al personal de l'Exèrcit, la Força Aèria i la Força Espaial que reben la medalla mitjançant la participació en un assalt aerotransportat o amfibi.
La insígnia de l'operació de combat de la Força de la Flota de la Marina està autoritzada per als membres del servei de la Marina assignats a les unitats del Cos de Marines que participen en combat durant l'assignació.